# Медаль Бигсби
Медаль Бигсби (англ. Bigsby Medal) — научная награда Геологического общества Лондона (англ. Geological Society of London) за выдающиеся достижения в области изучения американской геологии учёным до 45 лет. Награда была учреждена в 1877 году британским геологом Джоном Джеремая Бигсби (1792−1881) и названа в его честь. 
Награда присуждается каждые два года.